# Experiëntiële vermijding
Experiëntiële vermijding is het trachten te vermijden, controleren of veranderen van bepaalde innerlijke ervaringen. Wanneer mensen bepaalde belevingen (gedachten, emoties, herinneringen, impulsen, lichamelijke gewaarwordingen) niet willen ervaren, kunnen ze allerlei strategieën ontwikkelen om deze te vermijden. Dit noemt men experiëntiële-vermijdings- of controlestrategieën. Het omgekeerde van experiëntiële vermijding is aanvaarding of acceptatie.

## Vormen van experiëntiële vermijding
Meestal gaat het bij experiëntiële vermijding om negatief geëvalueerde innerlijke ervaringen die men tracht te vermijden: pijnlijke herinneringen uit het verleden, schaamte over stommiteiten die men begaan heeft, angst, ongewenste gedachten. Soms trachten mensen echter ook positieve ervaringen te vermijden. Sommige mensen kunnen moeilijk omgaan met positief commentaar, of bij een depressieve stemming laat men geen positieve gevoelens toe.
De vermijdingsstrategieën kunnen allerlei vormen aannemen: men kan trachten positief te denken, afleiding zoeken, zich trachten af te reageren, verklaringen zoeken om het zo 'op te lossen', alcohol of drugs gebruiken om bepaalde zaken niet meer te voelen. Zelfs zelfmoord is in veel gevallen een extreme vorm van experiëntiële vermijding: men wil niet zozeer weg van een bepaalde omgeving, maar vooral van het eigen innerlijke.

## Effecten van experiëntiële vermijding
Mensen slagen er soms goed in om gedachten, herinneringen, gevoelens te controleren. Alleen lukt dit meestal maar voor beperkte tijd. Zeer interessant zijn in dit verband de experimenten rond gedachtenonderdrukking en met name de witte-beer-experimenten. Hierin werd herhaaldelijk aangetoond dat mensen zeer goed bepaalde gedachten (bijvoorbeeld aan een witte beer) kunnen onderdrukken gedurende 5 minuten. Als de 5 minuten voorbij zijn, gaan ze echter veel meer aan die onderdrukte gedachten denken dan mensen die die gedachten niet hadden onderdrukt. Je kunt dus belevingen wegdrukken, maar ze komen steeds terug, zoals een boksbal die je wegklopt: als je niet oplet, krijg je hem daarna terug in je gezicht. Je kunt het ook vergelijken met jeuk zonder specifieke lichamelijke oorzaak: hoe meer je krabt (experiëntiële vermijding), hoe sneller het terug gaat jeuken.
Experiëntiële vermijding is niet noodzakelijk negatief. Soms is het zelfs nuttig. Experiëntiële vermijding is perfect bruikbaar in situaties waarmee men niet vaak te maken heeft. Als je naar de tandarts moet, maar al gespannen wordt als je eraan denkt, kun je een tijdschrift nemen of muziek opzetten om je gedachten te verzetten. Dit is een effectieve strategie omdat het daarna toch weer lang duurt eer je er terug naartoe moet. Het zal je leven verder dus niet beïnvloeden. Bij pijnlijke herinneringen, vrees voor afwijzing, een negatief zelfbeeld en andere zaken werkt dat niet zomaar omdat deze zaken niet gebonden zijn aan situaties waarmee je slechts sporadisch te maken hebt. Afleiding zoeken of positief denken is dan vaak geen goed idee. Het kan de moeilijkheden zelfs verergeren omdat de ongewenste innerlijke belevingen af en toe toch weer de kop opsteken. Als je ze niet wilt ervaren, is het dan telkens een teleurstelling of erger: het kan een beginnende lijdensweg worden.

## Theoretische achtergrond
Er zijn verschillende verklaringsmodellen voor experiëntiële vermijding (zie gedachtenonderdrukking voor het model van Wegner). Het meest ruime kader wordt geboden door de Relational Frame Theory, een gedragsanalytische theorie over taal en cognitie. De Relational Frame Theory verklaart hoe op zich neutrale zaken zoals gedachten toch beangstigend kunnen worden: ze nemen als het ware voor een stuk de betekenissen en functies over van datgene waarnaar ze verwijzen.
Het verschil tussen experiëntiële vermijding en andere vermijding zit in wat men wil vermijden. Als men bang is voor honden, kan men honden trachten te vermijden. Dat is gewoon vermijdingsgedrag. Als men ook zijn angst (voor honden) wil vermijden, ligt het probleem anders: men zal dan ook niet meer willen denken aan honden of er niet aan herinnerd willen worden. Dat is experiëntiële vermijding. Voor zover men weet is experiëntiële vermijding typisch menselijk. Bij dieren is het nog niet teruggevonden. Bij mensen kan ook het rapporteren van onaangename gebeurtenissen op zich onaangenaam zijn, bij dieren niet.
Experiëntiële vermijding is een proces dat mee aan de basis kan liggen van verschillende problemen.

## Verband met problemen
Problemen kunnen beschreven worden volgens hun verschijningsvorm (dat is wat bijvoorbeeld de DSM-IV doet). Maar er kan ook gekeken worden naar onderliggende processen of functionele dimensies. Experiëntiële vermijding is zo'n functionele dimensie die een rol speelt bij zeer verschillende problemen. Zo worden verbanden gevonden met angststoornissen, depressie, verslaving, automutilatie, posttraumatische stressstoornis, enz.

## Aanpak van experiëntiële vermijding
Experiëntiële vermijding is iets wat we leren tijdens onze opvoeding. Dit houdt in dat het ook anders zou kunnen: mensen - ook kinderen - kunnen anders leren omgaan met hun belevingen. Preventieve benaderingen werden reeds uitgetest in Zweden.
Als mensen reeds problemen hebben, zijn er verschillende recente therapeutische benaderingen die zich richten op experiëntiële vermijding. De bekendste daarvan is Acceptance and Commitment Therapy.

## Meten van experiëntiële vermijding
Een standaardschaal voor het meten van experiëntiële vermijding is de AAQ-II.